# Sébastien Wüthrich
Sébastien Wüthrich (Neuchâtel, Suiza, 29 de mayo de 1990) es un futbolista suizo que juega de centrocampista en el Ratchaburi Mitr Phol F. C. de la Liga de Tailandia.

## Clubes
| Club                       | País      | Año       |
| -------------------------- | --------- | --------- |
| Neuchâtel Xamax F. C.      | Suiza     | 2007-2012 |
| F. C. Sion                 | Suiza     | 2012-2015 |
| F. C. St. Gallen (cedido)  | Suiza     | 2013-2014 |
| Montpellier H. S. C.       | Francia   | 2015-2016 |
| F. C. Aarau                | Suiza     | 2016-2017 |
| Servette F. C.             | Suiza     | 2017-2020 |
| F. C. Astra Giurgiu        | Rumania   | 2020-2021 |
| Ratchaburi Mitr Phol F. C. | Tailandia | 2021-     |